# Liste der Baudenkmale in Stahnsdorf
In der Liste der Baudenkmale in Stahnsdorf sind alle Baudenkmale der brandenburgischen Gemeinde Stahnsdorf und ihrer Ortsteile aufgelistet. Grundlage ist die Veröffentlichung der Landesdenkmalliste mit dem Stand vom 31. Dezember 2020. Die Bodendenkmale sind in der Liste der Bodendenkmale in Stahnsdorf aufgeführt.

## Legende
In den Spalten befinden sich folgende Informationen:
- ID-Nr.: Die Nummer wird vom Brandenburgischen Landesamt für Denkmalpflege vergeben. Ein Link hinter der Nummer führt zum Eintrag über das Denkmal in der Denkmaldatenbank. In dieser Spalte kann sich zusätzlich das Wort Wikidata befinden, der entsprechende Link führt zu Angaben zu diesem Denkmal bei Wikidata.
- Lage: die Adresse des Denkmales und die geographischen Koordinaten. Link zu einem Kartenansichtstool, um Koordinaten zu setzen. In der Kartenansicht sind Denkmale ohne Koordinaten mit einem roten beziehungsweise orangen Marker dargestellt und können in der Karte gesetzt werden. Denkmale ohne Bild sind mit einem blauen bzw. roten Marker gekennzeichnet, Denkmale mit Bild mit einem grünen beziehungsweise orangen Marker.
- Bezeichnung: Bezeichnung in den offiziellen Listen des Brandenburgischen Landesamtes für Denkmalpflege. Ein Link hinter der Bezeichnung führt zum Wikipedia-Artikel über das Denkmal.
- Beschreibung: die Beschreibung des Denkmales
- Bild: ein Bild des Denkmales und gegebenenfalls einen Link zu weiteren Fotos des Baudenkmals im Medienarchiv Wikimedia Commons

## Denkmalbereich
| ID-Nr.   | Lage              | Bezeichnung                                                   | Beschreibung | Bild |
| -------- | ----------------- | ------------------------------------------------------------- | ------------ | ---- |
| 09190606 | Stahnsdorf (Lage) | Satzung zum Schutz des Denkmalbereichs „Dorfanger Stahnsdorf“ |              | BW   |

## Einzeldenkmale

### Güterfelde
| ID-Nr.   | Lage                               | Bezeichnung                                                                   | Beschreibung | Bild                                                                          |
| -------- | ---------------------------------- | ----------------------------------------------------------------------------- | --- | ----------------------------------------------------------------------------- |
| 09190846 | Berliner Straße 3 (Lage)           | Wohnhaus                                                                      | | Wohnhaus                                                                      |
| 09191561 | Kirchplatz 14 (Lage)               | Dorfschule („Alte Schule“) mit Wirtschaftsgebäude                             | | Dorfschule („Alte Schule“) mit Wirtschaftsgebäude                             |
| 09190208 | Kirchplatz 16 (Lage)               | Dorfkirche                                                                    | Die evangelische Dorfkirche stammt aus der ersten Hälfte des 13. Jahrhunderts. | weitere Bilder                                                                |
| 09190209 | Lindenallee 40-44 (Lage)           | Gutshaus (Schloss Güterfelde)                                                 | Das Gutshaus stammt im Kern aus den Jahren 1803/1804. Das Haus wurde von David Gilly entworfen. Im Jahre 1868 wurde es für Albrecht von Roon und 1873 für Gerson von Bleichröder umgebaut.                            | Gutshaus (Schloss Güterfelde)                                                 |
| 09190210 | Lindenallee 30-38 (Lage)           | Erweiterungsbau am Gutshaus (Schloss Güterfelde), so genannter Lehmbau        | Das Gebäude wurde 1952 durch die Bauakademie der DDR errichtet, um die Möglichkeiten der Lehmstampfbauweise zu erproben.                                                                                              | Erweiterungsbau am Gutshaus (Schloss Güterfelde), so genannter Lehmbau        |
| 09190829 | Potsdamer Damm 1 (Lage)            | Lungenheilstätte, bestehend aus Heilstättengebäude, Parkanlage und Liegehalle | | Lungenheilstätte, bestehend aus Heilstättengebäude, Parkanlage und Liegehalle |
| 09190999 | Potsdamer Damm 11, 11a-b (Lage)    | Waldfriedhof Güterfelde                                                       | Im Jahre 1909 erwarb die Landgemeinde Friedenau ein Grundstück nahe dem seinerzeit eröffneten evangelischen Südwestkirchhof Stahnsdorf, um einen Friedhof zu errichten. Die erste Beisetzung erfolgte im August 1913. | Waldfriedhof Güterfelde                                                       |
| 09190819 | Potsdamer Damm 11, 11a, 11b (Lage) | Mausoleum Kurt Hoffmann auf dem Waldfriedhof Güterfelde                       | | Mausoleum Kurt Hoffmann auf dem Waldfriedhof Güterfelde                       |
| 09190212 | Potsdamer Damm 11, 11a-b (Lage)    | Sowjetisches Ehrenmal, auf dem Waldfriedhof                                   | | Sowjetisches Ehrenmal, auf dem Waldfriedhof                                   |
| 09190744 | Potsdamer Straße 16 (Lage)         | Seeschule                                                                     | | Seeschule                                                                     |
| 09190754 | Potsdamer Straße 17, 18 (Lage)     | Gutsarbeiterhäuser                                                            | | Gutsarbeiterhäuser                                                            |
| 09190211 | Potsdamer Straße 18 (Lage)         | Postmeilensäule, vor dem Grundstück                                           | | Postmeilensäule, vor dem Grundstück                                           |

### Schenkenhorst
| ID-Nr.   | Lage                       | Bezeichnung | Beschreibung | Bild |
| -------- | -------------------------- | --- | --- | --- |
| 09191465 | (Lage)                     | Rieselfeldanlage, bestehend aus Schlägen mit Tafeln, Be- und Entwässerungsgräben, Erschließungswegen, drei Absetzbecken, Standrohr sowie Gehölzbestand entlang der Erschließungswege und Bewässerungsgräben sowie um Standrohr und Absetzbecken herum | | Rieselfeldanlage, bestehend aus Schlägen mit Tafeln, Be- und Entwässerungsgräben, Erschließungswegen, drei Absetzbecken, Standrohr sowie Gehölzbestand entlang der Erschließungswege und Bewässerungsgräben sowie um Standrohr und Absetzbecken herum |
| 09190378 | Dorfstraße 16 (Lage)       | Dorfkirche | Die Feldsteinkirche entstand Ende des 13. Jahrhunderts. Sie wurde vermutlich im 16. Jahrhundert nach Osten hin verlängert. Vor der südlichen Wand des Kirchenschiffs ist eine Urnengrabstätte der Familie von Treplin. Der Innenraum ist von einer Renovierung in den Jahren 1911 und 1912 geprägt. | weitere Bilder |
| 09190379 | Dorfstraße 18a, 18c (Lage) | Landarbeiterhaus mit Stallgebäude | | Landarbeiterhaus mit Stallgebäude |
| 09190897 | Dorfstraße 26 (Lage)       | Schulhaus | | Schulhaus |
| 09190380 | Potsdamer Straße 5 (Lage)  | Landarbeiterhaus mit Stallgebäude | | Landarbeiterhaus mit Stallgebäude |

### Sputendorf
| ID-Nr.   | Lage                                  | Bezeichnung                                                                             | Beschreibung | Bild                                                                            |
| -------- | ------------------------------------- | --------------------------------------------------------------------------------------- | --- | ------------------------------------------------------------------------------- |
| 09191606 | Ernst-Thälmann-Platz 1–4, 9–12 (Lage) | Zwei Landarbeiterhäuser mit Stallgebäude                                                | | weitere Bilder                                                                  |
| 09191330 | Wilhelm-Pieck-Straße 13 (Lage)        | Stadtgut Sputendorf (Rieselgut) mit Beamtenhaus, zwei Stallgebäuden und Scheune         | | Stadtgut Sputendorf (Rieselgut) mit Beamtenhaus, zwei Stallgebäuden und Scheune |
| 09191438 | Wilhelm-Pieck-Straße 14 (Lage)        | Dorfschule mit Lehrerwohnung                                                            | | weitere Bilder                                                                  |
| 09190394 | Wilhelm-Pieck-Straße 24b (Lage)       | Dorfkirche                                                                              | Die Feldsteinkirche entstand im 13. Jahrhundert. Im Innern stehen unter anderem ein Kanzelaltar aus der Zeit um 1700 sowie eine Orgel aus der ersten Hälfte des 19. Jahrhunderts. | weitere Bilder                                                                  |
| 09191627 | Wilhelm-Pieck-Straße 27 (Lage)        | Gehöft, bestehend aus Wohnhaus und zwei Stallgebäuden                                   | | weitere Bilder                                                                  |
| 09191633 | Wilhelm-Pieck-Straße 28 (Lage)        | Gehöft, bestehend aus Wohnhaus, zwei Stallgebäuden, Scheune, Gartenzaun und Hofeinfahrt | | weitere Bilder                                                                  |

### Stahnsdorf
| ID-Nr.   | Lage                                | Bezeichnung | Beschreibung | Bild |
| -------- | ----------------------------------- | --- | --- | --- |
| 09190395 | Dorfplatz (Lage)                    | Dorfkirche | Die Dorfkirche wurde in der ersten Hälfte des 13. Jahrhunderts erbaut. Es ist ein Feldsteinbau mit eingezogenen Chor und einer Apsis. Im Jahre 1696 wurde die Kirche umgebaut, der Turm wurde 1779 angebaut. Im Inneren befindet sich ein Schnitzaltar aus der Zeit um 1430. | weitere Bilder |
| 09190401 | (Lage)                              | Markow-Gedenkstein, vor der Heinrich-Zille-Schule | Die Inschrift lautet: Inschrift: „DEM BEFREIER / STAHNSDORFS / WLADIMIR / MARKOW / HELD DER SU / 1923 – 1945“ | Markow-Gedenkstein, vor der Heinrich-Zille-Schule |
| 09190856 | Alte Potsdamer Landstraße 54 (Lage) | Wohnhaus | | Wohnhaus |
| 09190396 | Anni-Krauss-Straße (Lage)           | Gedenkstein für Annie Krauß und John Graudenz | | Gedenkstein für Annie Krauß und John Graudenz |
| 09191611 | Bachstraße 5 (Lage)                 | Wohnhaus (Haus Petzold) mit Einfriedung und Gartenlaube | | Wohnhaus (Haus Petzold) mit Einfriedung und Gartenlaube |
| 09190398 | Bahnhofstraße (Lage)                | Wilmersdorfer Waldfriedhof | Der Wilmersdorfer Waldfriedhof ist ein landeseigener Friedhof des Landes Berlin, der vom Bezirksamt Charlottenburg-Wilmersdorf verwaltet wird. Die Größe des seit 1921 genutzten Friedhofs beträgt 28,1 Hektar.                                                              | weitere Bilder |
| 09190397 | Bahnhofstraße 2 (Lage)              | Südwestfriedhof | Die Eröffnung des Südwestfriedhofes erfolgte am 28. März 1909. Die hölzerne Friedhofskapelle wurde 1908 bis 1911, nach dem Vorbild norwegischer Stabkirchen, durch den Kirchenbaumeister Gustav Werner errichtet.                                                            | weitere Bilder |
| 09190844 | Bahnhofstraße 3, 5, 7 (Lage)        | Wohnanlage für Bahnbeschäftigte, mit Beamtenhaus, Arbeiterhaus, Vorsteherhaus, zwei Wirtschaftsgebäuden | | Wohnanlage für Bahnbeschäftigte, mit Beamtenhaus, Arbeiterhaus, Vorsteherhaus, zwei Wirtschaftsgebäuden |
| 09190637 | Bahnhofstraße 11 (Lage)             | Künstlerhaus | (Grundstück wurde neu bebaut) | BW |
| 09191344 | Bahnhofstraße 25 (Lage)             | Gaststätte (ehemalige Bahnhofsgaststätte) | | Gaststätte (ehemalige Bahnhofsgaststätte) |
| 09190898 | Dorfplatz 3 (Lage)                  | Pfarrhaus | | Pfarrhaus |
| 09190921 | Dorfplatz 6 (Lage)                  | Gehöft, bestehend aus Wohnhaus, linkem und rechtem Stallgebäude sowie Einfriedung | | Gehöft, bestehend aus Wohnhaus, linkem und rechtem Stallgebäude sowie Einfriedung |
| 09190399 | Dorfplatz 21 (Lage)                 | Landhaus | | Landhaus |
| 09191613 | Eichenweg 35 (Lage)                 | Wohnhaus | | Wohnhaus |
| 09191609 | Meisenweg 7 (Lage)                  | Wohnhaus, einschließlich Zufahrtsweg mit Ziegelpflasterung und Garage | | Wohnhaus, einschließlich Zufahrtsweg mit Ziegelpflasterung und Garage |
| 09190400 | Ruhlsdorfer Straße 95 (Lage)        | Einstein-Denkmal, auf dem Betriebsgelände | (Denkmal wurde demontiert) | BW |
| 09190659 | Schenkendorfer Weg 1–9 (Lage)       | Klärwerk Stahnsdorf, bestehend aus Dienstwohngebäude einschließlich Einfahrt und Haupterschließungsachse, Maschinenhaus (Maschinenhalle und Kopfbau) sowie technologischen Anlagenteilen (Elektroschieber zum Rieselfeld, Elektroschieber zur Biologie, Methangas-Flammrohrkessel, Schaltschrank im Wärmetauscherraum, Schalttafel im Maschinenhaus, Kreisel-Gebläse im Maschinenhaus) | Das Klärwerk wurde von 1929 bis 1931 erbaut. Der Haupteingang wird von Wohnhäusern eingefasst. Das Hauptgebäude ist ein Stahlbetonbau und mit Ziegeln verkleidet. | Klärwerk Stahnsdorf, bestehend aus Dienstwohngebäude einschließlich Einfahrt und Haupterschließungsachse, Maschinenhaus (Maschinenhalle und Kopfbau) sowie technologischen Anlagenteilen (Elektroschieber zum Rieselfeld, Elektroschieber zur Biologie, Methangas-Flammrohrkessel, Schaltschrank im Wärmetauscherraum, Schalttafel im Maschinenhaus, Kreisel-Gebläse im Maschinenhaus) |
| 09190848 | Wannseestraße 8 (Lage)              | Post, bestehend aus Hauptgebäude, Garage, gepflastertem Hof und Einfriedung | | Post, bestehend aus Hauptgebäude, Garage, gepflastertem Hof und Einfriedung |
| 09190763 | Wannseestraße 23 (Lage)             | Wohnhaus | | Wohnhaus |
| 09191149 | Wilhelm-Külz-Straße 65 (Lage)       | Mietwohnhaus | | Mietwohnhaus |